# Venonia sungahae
Venonia sungahae là một loài nhện trong họ Lycosidae.
Loài này thuộc chi Venonia. Venonia sungahae được J. S. Yoo & Volker W. Framenau miêu tả năm 2006.